# Ejido San Pablito
Ejido San Pablito, även Paraje San Pablito, är en ort i Mexiko, tillhörande kommunen Tultepec i delstaten Mexiko. Ejido San Pablito ligger i den centrala delen av landet och tillhör Mexico Citys storstadsområde. Orten hade 609 invånare vid folkräkningen 2010.